# Decididos de Quintino
Decididos de Quintino era un dels ranchos de carnaval més famosos de Rio de Janeiro. La seva seu estava al barri de Quintino Bocaiúva, Rio de Janeiro i la seva major rival eren els Aliados de Quintino. La seva seu era molt frecuentada, sobretot durant el Carnaval per sambistes de l'època molt famosos. Amb la decadència d'ambdòs ranchos, es transformaren en una escola de samba. L'any 1990, els Decididos de Quintino han tornat a participar en concursos durant un sol any.